# The Winery Dogs
The Winery Dogs ist eine US-amerikanische Hard-Rock-Supergroup, die 2011 in Brooklyn, New York gegründet wurde. Die Mitglieder dieses Powertrios sind Mike Portnoy, Billy Sheehan und Richie Kotzen.

## Geschichte
Die Gründung der Band geht ursprünglich auf ein Projekt zurück, für das Portnoy und John Sykes (Whitesnake, Thin Lizzy) 2011 gemeinsam Lieder geschrieben hatten und für das sie Sheehan als Bassisten gewinnen konnten. Sykes war jedoch nicht daran interessiert, das dabei entstandene Material auch aufzunehmen, daher entschieden sich Portnoy und Sheehan, mit einem anderen Gitarristen weiterzumachen, und engagierten Richie Kotzen. Nach den ersten gemeinsamen Arbeiten verzichteten die Musiker darauf, Sykes Songs weiter zu verwenden.
Kotzen schlug den Namen Winery Dogs vor: Dieser bezeichnet Hunde, die früher Weinberge bewachten, so wie die Band den ursprünglichen Gedanken des Musikmachens bewacht, indem man ein Instrument spielt, statt Sampling zu nutzen.
Im Frühjahr 2012 folgen weitere Sessions, und im Juli 2013 veröffentlichte die Gruppe ihr erstes, selbstbetiteltes Album.
Alle beteiligten Musiker waren bereits als Mitglieder anderer Bands oder als Solokünstler erfolgreich: Portnoy war Gründungsmitglied von Dream Theater, Sheehan spielte in der Band von David Lee Roth und bei Mr. Big, Kotzen wurde mit mehreren Soloalben und als Mitglied von Poison und Mr. Big bekannt.
Ihren ersten Auftritt hatte die Gruppe am 13. Juli 2013 in der Japan Youth Hall Hikaru in Tokio. Die Tour ging bis August 2014, und die Band absolvierte 93 Auftritte in 15 Ländern. Am 17. Juli 2013 nahm die Band im Nippon Seinen-Kan in Tokyo ihr Live-Album Unleashed In Japan auf, das 2014 erschien. Am 23. Oktober 2013 spielte die Band im Hard Rock Café in New York City ein besonderes Konzert zum 30-jährigen Jubiläum von dem amerikanischen Radiomoderator Eddie Trunk.
Gäste dabei waren Mark Tornillo, Ron „Bumblefoot“ Thal, Tony Harnell, Scott Ian, John „Jay Jay“ French (Twisted Sister), Lita Ford, Frank Bello, Peter Criss, Ace Frehley, Michael Sweet (Stryper), Bobby „Blitz“ Ellsworth (Overkill), Steve Brown, Charlie Benante und Geoff Tate. Man coverte Songs von UFO, Kiss, Deep Purple, Michael Schenker Group, Accept, Twisted Sister, Van Halen und Joan Baez.
Am 2. Oktober 2015 veröffentlichten The Winery Dogs ihr zweites Album Hot Streak via EarMusic/Edel.

## Diskografie
Alben
- 2013: The Winery Dogs
- 2015: Hot Streak
- 2017: Dog Years (EP)
- 2023: III